# Pablo López
Pablo López Quinteros (Trinidad, 1º marzo 2002) è un calciatore uruguaiano, difensore del Miramar Misiones.

## Carriera
Cresciuto nel vivaio del Peñarol, esordisce in prima squadra il 26 giugno 2022 in campionato contro il Liverpool Montevideo. Nel 2024 passa al Miramar Misiones, club di Primera División.

## Palmarès

### Club
- Supercopa Uruguaya: 1

Peñarol: 2022